# Abbad ibn Ziyad
ʿAbbād ibn Ziyād (b. Abī Sufyān; fl. VII secolo) è stato un funzionario arabo era un nipote del primo Califfo omayyade, Mu'awiya ibn Abi Sufyan, essendo figlio del fratello Ziyad ibn Abihi.

## Biografia
Muʿāwiya lo nominò Governatore del Sijistān e ʿAbbād riuscì in tale veste a conquistare Kandahar. Nel 680-681 fu sostituito dal cugino Yazid ibn Mu'awiya, da poco succeduto al padre Muʿāwiya, ma il 18 agosto 684 partecipò con posizioni di comando alla battaglia di Marj Rahit, in cui le sorti furono favorevoli alla sua parte.